# Dulce I de Leão
Dulce I de Leão (também chamada Aldonça, segundo a grafia da época; c. 1195  — c. 1245) foi de jure rainha de Leão durante escasso período de tempo em 1230, ao lado de sua irmã mais velha Sancha II, embora de facto não tenha exercido quaisquer funções governativas.

## Biografia
Dulce era filha de Afonso IX de Leão e da sua primeira esposa, a princesa Teresa Sanches, filha do rei Sancho I de Portugal. Desse casamento resultou também o nascimento de mais uma filha, Sancha, e de um rapaz, Fernando (falecido em 1214), putativo sucessor de Afonso IX. Contudo, o matrimónio viria a ser declarado inválido pelo Papa, em virtude da consanguinidade dos esposos. Desta forma, os filhos de ambos eram declarados ilegítimos.
Afonso IX voltou-se a casar, pela segunda vez, com a rainha Berengária de Castela, da qual teve, entre outros, filhos, o futuro Fernando III de Leão e Castela. Também este casamento seria anulado e, como tal, os filhos declarados ilegítimos.
Entretanto, em Castela, por morte de Henrique I, sucede-lhe no trono a sua irmã Berengária, a qual logo abdicou em favor do filho, Fernando III (1217). Em face disto, Afonso IX julgou-se com direitos ao trono de Castela (por haver sido casado com Berengária), e declarou guerra ao filho; contudo, fracassou nos seus intentos; em 26 de Agosto de 1218, num pacto assinado em Toro, pai e filho selavam as pazes definitivamente, centrando-se antes na luta contra o inimigo comum – o Islão. Por esse pacto, previa-se que ambos os soberanos renunciariam perpetua e mutuamente à coroa do outro reino – o que equivaleria a dizer que Fernando III não poderia herdar nunca a coroa de Leão.
Com efeito, ao morrer (1230), Afonso IX lega o reino em testamento às suas filhas Dulce I e Sancha II; Fernando III, porém, auxiliado por sua mãe, esquece o acordado e decide-se a incorporar Leão nos seus domínios. Embora alguma da nobreza leonesa esteja pelas rainhas, a esmagadora maioria da aristocracia e do claro leoneses viam com bons olhos a unificação com Castela.
Graças à mediação diplomática da mãe, que soube usar de grande mestria (inclusivamente mandando chamar a anterior esposa de Afonso IX, Teresa de Portugal, então acolhida no Lorvão, a qual viria a intervir a favor de Fernando, convencendo as filhas e herdeiras do trono leonês a abandonarem as suas pretensões) Fernando III conseguiu com que as duas herdeiras do primeiro casamento do pai renunciassem ao trono em seu favor, em troca de uma significativa quantia em dinheiro e outros privilégios – foi o que se chamou o «Tratado das Tercerias». Desta forma se uniram para sempre Leão e Castela na pessoa de Fernando, o Santo, passando Castela a deter a hegemonia no conjunto da Hispânia.
Dulce decidiu então acompanhar a sua mãe para Portugal, tendo-se recolhido com ela ao mosteiro do Lorvão, onde viria a falecer cerca de 1243.